# Моніка Калліс
Моніка Калліс (нім. Monika Kallies, 31 липня 1956) — східнонімецька академічна веслувальниця.
Олімпійська чемпіонка 1976 року в складі вісімки.
Чемпіонка світу 1975 року в складі вісімки.